# Clásico vallecaucano
La rivalité entre l'América Cali et le Deportivo Cali, se réfère à l'antagonisme entre les principaux clubs de football de Santiago de Cali, en Colombie. La ville est la capitale du département de Valle del Cauca et l'opposition en tire son nom : Clásico vallecaucano (français : Classique vallecaucano).

## Histoire
L'América Cali voit le jour en 1927 et évolue au stade Pascual Guerrero. L'Asociación Deportivo Cali est officiellement reconnue sous sa forme actuelle en 1962 mais est issue du Deportivo Cali créé en 1912. L'équipe dispute ses matchs au stade Deportivo Cali. À leur création, les deux clubs viennent de classes sociales différentes (monde étudiant pour le Deportivo et quartier modeste pour l'América).
Les rencontres sont régies par une rivalité sportive à partir de 1931 et cette rivalité ne diminue pas du fait que les deux clubs sont régulièrement aux prises pour l'obtention de titre. À cela s'ajoute d'une manière plus générale, une rivalité de prestige qui consiste à se comparer les palmarès nationaux ou internationaux.

## En football féminin

### Histoire
Ce derby est également disputé entre les sections féminines de l'América et du Deportivo. Des clásicos féminins sont joués dès les années 1970. Le premier clásico vallecaucano femenino de l'ère moderne est disputé le 20 juillet 2019 au stade de Palmaseca en championnat.
Lors de la finale du championnat de Colombie 2022, l'América bat le Deportivo 3-1 devant une affluence record de 37 100 spectateurs au stade Pascual-Guerrero et s'adjuge le titre (1-2 au match aller).
Le 19 septembre 2022, alors que les deux équipes s'affrontent en Copa Idolas, une compétition amicale, le match doit être arrêté à cause d'affrontements en tribune.
Les deux équipes s'affrontent pour la première fois en Copa Libertadores le 28 octobre 2022 lors du match pour la troisième place. L'América déroule et écrase son rival 5-0.

### Palmarès
| Équipe    | Championnat de Colombie |
| --------- | ----------------------- |
| América   | 2 (2019, 2022)          |
| Deportivo | 1 (2021)                |

## Navigation